# Mayo-Banyo
Le Mayo-Banyo est un département du Cameroun situé dans la région de l'Adamaoua. Son chef-lieu est Banyo.
Maayo signifie « cours d'eau » en peul du Cameroun.

## Organisation territoriale

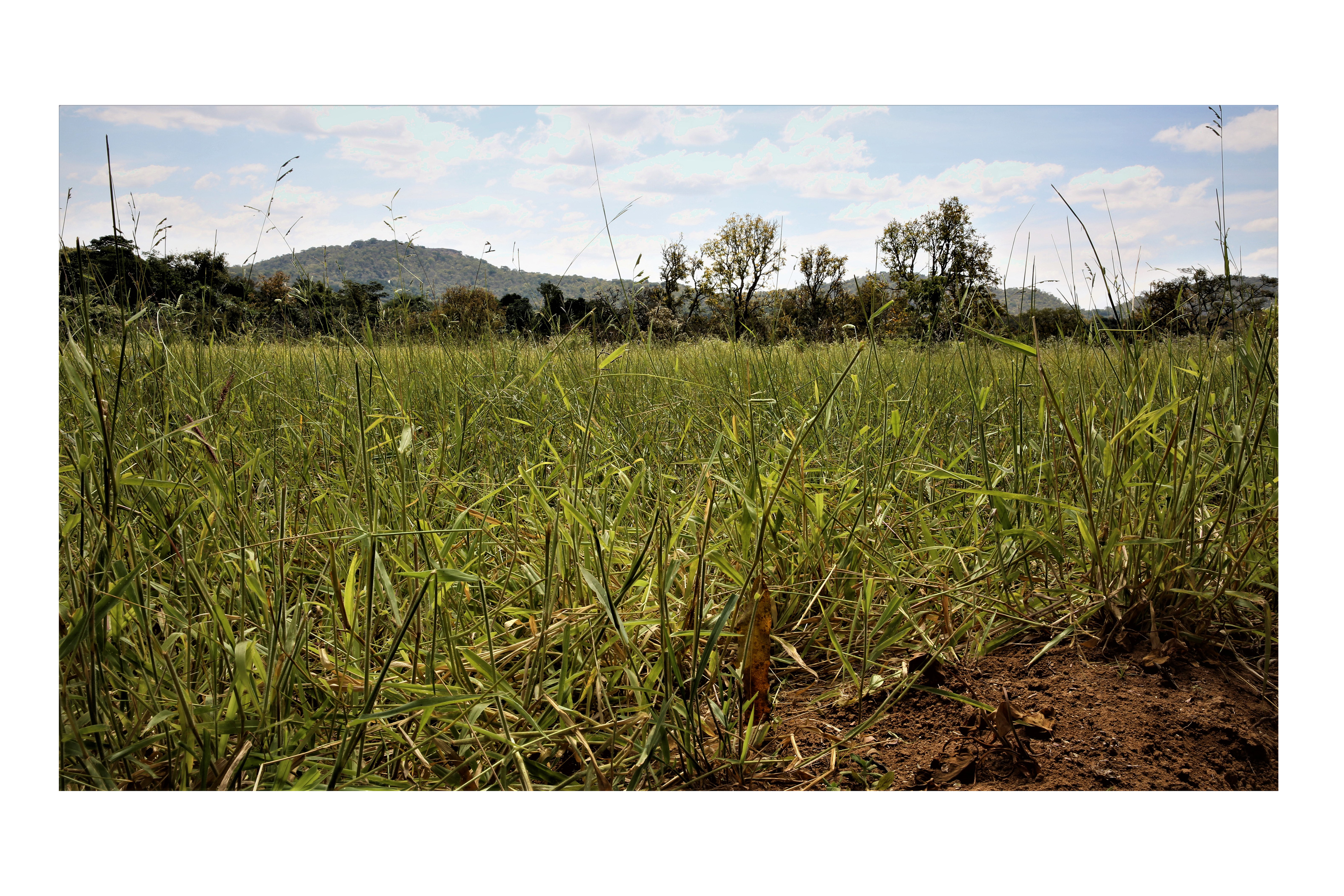
Champ de foin pour le bétail dans le Mayo-Banyo.

Le département est découpé en trois arrondissements  et/ou communes :
- Bankim
- Banyo
- Mayo-Darlé

Chaque arrondissement est dirigé par un sous-préfet. Ils ont été nommés par un décret du Président de la République signé le 23 avril 2013.

## Préfet
Charles Gall (depuis le 5 avril 2016)